# Lissonota greeni
Lissonota greeni là một loài tò vò trong họ Ichneumonidae.